# El Prat de Llobregat
El Prat de Llobregat (wym. [əɫ ˈpɾad də ʎuβɾəˈɣat], pot. El Prat [əɫ ˈpɾat]) – miejscowość w Hiszpanii w Katalonii położona w comarce Baix Llobregat, leży w obszarze metropolitarnym Barcelony w delcie rzeki Llobregat. Ponad ¼ powierzchni miasta zajmuje międzynarodowy port lotniczy Barcelona-El Prat.